# Apatheia
Pour les articles homonymes, voir Apatheia (homonymie).
L’apatheia est un terme du vocabulaire de l’ascétisme et de la mystique. Souvent traduit par « impassibilité », il signifie littéralement « absence de passions » et « tranquillité de l’âme » parvenue au détachement parfait ou même à l’« impeccabilité ».
Le terme est composé d’un alpha privatif et d’un dérivé de pathos, « ce qu’on éprouve, ce qu’on subit » (de même racine que le latin pati, "subir, souffrir", dont dérive passio "la passion").
Ce terme, par un glissement sémantique, a donné le mot « apathie » aujourd’hui.
Évagre le Pontique, père du désert égyptien, l'a intégrée dans sa doctrine ascétique ; il est considéré, sinon tout à fait comme le concepteur de cette notion, du moins comme son auteur principal. Il ne fait que reprendre, après Clément d'Alexandrie ou Origène aux IIe et IIIe siècles, une notion connue du monde chrétien d’alors, mais il a le mérite de mettre par écrit ce qu’il entend par cette apatheia et les moyens par lesquels il conseille d’y parvenir.

## Historique
Une maxime de l’apatheia : « Commence par les petites choses : on renverse ton huile ? On vole ton vin ? Dis : c’est à ce prix que j’achète l’apathie, à ce prix l’ataraxie. »
La notion d’apatheia a été précédée par celle d’ataraxia, que l’on trouve chez Démocrite au IVe siècle av. n. è., avec le sens de "tranquillité de l’âme". Cette notion est moins radicale que celle de l’apatheia.
Apatheia est un terme en usage dans la philosophie grecque, autant chez les mégariques (IVe siècle av. J.-C.) et les stoïciens (IIIe siècle av. J.-C.), que chez les sceptiques. C’est l’état du sage qui méprise la douleur ou ne la ressent plus. Au IIe siècle de n. è., ce terme passe dans le vocabulaire populaire du fait de la grande diffusion du stoïcisme. On retrouve également la notion d’apatheia chez les Pères apologistes sans que toutefois ce mot, étranger au vocabulaire du Nouveau Testament, n’apparaisse dans leur discours.
Pour les stoïciens, la vie morale est une lutte entre la raison libre et les passions. Grâce à son libre arbitre, l’homme dompte ses instincts et ses passions et fait régner en lui la raison, synonyme de vertu. L’idéal du sage stoïcien est de devenir apathès, c’est-à-dire libéré des quatre passions fondamentales du système stoïcien : tristesse (lypè), désir (epithymia), crainte (phobos), plaisir (èdonè). L’apatheia stoïcienne est donc une tranquillité de l’âme parvenue au détachement.
Épictète (50-125), un des trois grands maîtres du stoïcisme avec Sénèque (-4-/+65) et Marc Aurèle (121-180) évoque la grandeur de vivre en accord avec la Nature. Cette « conformité à la Nature » se caractérise par un état de paix intérieure, synonyme d’apatheia. Cette paix intérieure sera recherchée par la délivrance de l’âme des passions qui l’assaillent.
Après les grands maîtres du stoïcisme, cette notion d’apatheia se  retrouve chez un philosophe grec d’origine juive, Philon d'Alexandrie  (13 av. J.-C. - 54 apr. J.-C.).
Plus tard, ce concept apparaît chez Plotin (205-270) : « Si l’on ne se détache pas de ces passions et de ces vanités, on restera vide de Dieu. » Pour Épictète et Plotin, cet état d’apatheia, initialement à caractère profane, fait partie des attributs divins.
Le terme est étranger au vocabulaire du Nouveau Testament et à celui des Pères apologistes. Mais l’adjectif apathès se trouve deux fois chez Ignace, évêque d’Antioche. Ce grand mystique applique le qualificatif au Christ glorieux et dans un sens physique : « L’impassible (apathès) qui, pour nous, est devenu passible et a enduré toutes sortes de souffrances. »
Parmi les Pères de l'Église du IIe siècle, Clément d'Alexandrie (150-211) décrit l’idéal de l’apatheia : l'homme « fait tous ses efforts pour être semblable au Maître au point de parvenir à une absence de passions (apatheia). » Pour lui, l’apatheia est la marque de celui qui s’est totalement dominé, pour faire triompher en lui la raison, à l’image du Dieu impassible par nature. Clément introduit donc dans sa doctrine ascétique, et particulièrement son concept d’apatheia, une grande innovation par rapport à l’apatheia stoïcienne : les notions d’absence de passions (apatheia), de connaissance (gnôsis) et de charité ou d’amour (agapè) sont interdépendantes.
Contrairement à son maître Clément d’Alexandrie, Origène (v. 185 - v. 254 ) est plus proche de la vie quotidienne, en présentant sa doctrine de l’apatheia comme un idéal que lui-même essaie de vivre. « Origène s’est proposé moins de faire la théorie de l’ascétisme que le portrait de l’ascète, portrait qu’il a voulu réaliser dans sa vie en même temps qu’il le peignait dans ses écrits. »
La doctrine de l’apatheia en Occident est plus ou moins vouée à l’insuccès : les Romains, étant en général des moralistes avertis, pensent que la suppression totale des passions dans l’âme est impossible. Leur porte-parole au début du IVe siècle est Lactance, le « Cicéron chrétien » des humanistes. Pour lui, les passion sont la condition essentielle de la vie de l’âme ; en effet elles sont liées physiologiquement aux organes du corps, et les supprimer équivaudrait à une véritable castration. Supprimer les passions est donc impossible, et les modérer s’avère insuffisant : il faut les diriger. Au livre VI de ses Institutions divines, Lactance déclare que les passions sont, comme le reste, l’œuvre de Dieu ; or comme il est admis que toutes les œuvres de Dieu sont bonnes, c’est l’homme qui seul corrompt ces passions.
Pallade emploie le terme d’apatheia dans des récits où ce mot est synonyme d’insensibilité ou d’indifférence.  Cet emploi se retrouve chez un autre moine du désert, Apollo: « Que vous serve de preuve, disait-il, dans le progrès des vertus, le moment où vous aurez acquis l’insensibilité et l’absence de désirs. »
C’est avec des Pères égyptiens, tels Macaire l'Égyptien et Didyme l'Aveugle, qu'on assiste à une modification sensible et progressive de cette conception stoïcienne de l’apatheia. Macaire était conscient que cet absolu n’était pas de ce monde, et déclarait n’avoir jamais rencontré un moine vraiment parfait « car le péché se cache toujours dans quelque coin de l’âme humaine. »
Didyme l’Aveugle (313-398), un des chefs de l’École catéchétique d’Alexandrie au IVe siècle, prône une doctrine semblable à celle de l’apatheia. Dans son ouvrage Sur le Saint-Esprit, il décrit l’apatheia de l’âme juste qui consiste, non plus en une indifférence absolue, mais en une tranquillité de l’âme qui n’a plus à redouter les passions.
La notion d’apatheia chez Évagre le Pontique constitue le noyau de sa doctrine ascétique. Son examen et son analyse passe essentiellement par la lecture du Praktiké (Traité pratique ou le Moine), ouvrage qui aurait pu tout aussi bien s’intituler Peri apatheias, car le substantif apatheia y revient quinze fois, l’adverbe apathôs deux fois, et le qualificatif apathès une fois.
Selon lui, les passions sont liées à notre corps, et l’apatheia consistera, plutôt qu’à les supprimer, à ne pas les déclencher. Ceux qui les déclenchent , ce sont les démons ; l’ascèse consiste donc avant tout en une lutte contre euxs. Évagre emploie le terme logismoi (les démons) au sens de « mauvaises pensées ». « Les preuves de l’apatheia, nous les reconnaîtrons, de jour aux pensées, et de nuit aux rêves. » L’anachorète a besoin de ces preuves (tekmeria), pour lui garantir et indiquer son progrès spirituel. Les rêves fournissent un excellent diagnostic sur le degré d’apatheia de l’âme. Cependant, Évagre s’attache davantage à décrire concrètement les premiers degrés de l’apatheia, plutôt qu’à en donner une définition théorique : « fausse apatheia » provoquée par les démons, « apatheia relative », « apatheia imparfaite », mais aussi « apatheia très profonde » ou « parfaite. »
Pour Évagre la « partie passionnée » de l’âme a son rôle à jouer dans le maintien de l’apatheia, et de ce fait on constate, que pour lui, le rôle dévolu au corps charnel, dont dépendent ces deux parties de l’âme, occupe une large part de la Praktiké.
À la fin de l’âge patristique en Orient, l’apatheia est enseignée par tous les maîtres de la vie spirituelle :
- Diadoque de Photicé, un des plus grands ascètes du Ve siècle ;
- Isidore de Péluse, à la même époque ;
- Isaïe de Scété ou de Gaza selon les sources, autre ascète du Ve siècle mort en 488 ;
- au VIe siècle Jean Climaque, père spirituel éminent du Sinaï ;
- au VIIe siècle, Isaac de Ninive ou « Isaac le Syrien », le plus connu des mystiques nestoriens, qui écrit : « La recherche de la vérité demande la tranquillité de l’âme, la pureté du cœur et la netteté de l’esprit. » ;
- au VIIe siècle,  lemoine et théologien byzantin Maxime le Confesseur , qui eprendrla notion évagrienne de l’apatheia, objectif principal de la Praktikè[14]. Tout en restant très proche d’Évagre, Maxime transforme la théorie : il s’agit moins dans l’apatheia de retrancher, comme chez les stoïciens, ou de purifier, comme chez Evagre et la majorité de ses successeurs orientaux, que d’affranchir, de libérer et même de convertir (epistrephein) l’âme ;
- contemporain d’Evagre, le moine Pélage, qui développe en Occident une doctrine où il accentue le rôle de la volonté et de la contribution de l’homme à son propre salut : faire le bien dépend uniquement de la liberté de l’homme, et le mérite et la grâce deviennent donc secondaires ;
- Augustin (354-430), qui traite de l’apatheia dans une de ses œuvres majeures, La Cité de Dieu. La conception qu'il s'en fait découle directement de sa théorie sur la psychologie des passions[15]. Selon le principe néoplatonicien, les passions sont une activité de l’âme, qui elle-même étant supérieure au corps, n’en subit jamais l’influence, mais le domine. L’apatheia est donc un état de l’âme et non du corps ; elle doit être vécue comme une sorte de liberté, à l’égard de toute peine et crainte. Les passions apparaissent sous forme d’émotions ou de sentiments, susceptibles de prendre une coloration bonne ou mauvaise, selon l’usage que nous ferons de notre volonté. Ce point de vue révèle le caractère humain de la doctrine morale d’Augustin : les passions sont des exigences de la vie terrestre ; ici-bas il est impossible de s’en passer, et ce n’est pas même désirable ;
- né aux alentours de 360, de parents chrétiens, Cassien reproduit à peu près la notion d’Évagre le Pontique et d’Origène avant lui. Grâce à lui, le monachisme occidental va bénéficier d’un fonds d’idées provenant de l’Orient chrétien et en particulier d’Évagre. Par une sorte de génie pratique, son œuvre allie une conception très élevée de l’idéal à une psychologie avertie des réalités concrètes. Bien que considéré comme un « mystique intellectualiste » à la suite d’Évagre, Cassien prend en compte la part affective du moine, en faisant un éloge de l’Amitié véritable, qui passe pour lui par la vie commune, et qui est la condition indispensable pour mener une vie totalement solitaire en union avec Dieu[16]. Cassien définit l’apatheia par la périphrase « mentis (= cordis) nostræ puritas tranquillitasque »[17], "la pureté et tranquillité de notre esprit (= coeur)", sans doute pour éviter le mot compromis en Occident par l’usage qu’en faisaient les pélagiens [référence ?]. Certaines de ses expressions évoquent l’ataraxia épicurienne : il faut « exclure toutes les passions », « les éteindre ». La perfection qu’il propose a pour nom « chasteté » et est définie comme une impassibilité de la chair, soustraite aux lois physiologiques mêmes, La chasteté parfaite (apatheia) met l’âme dans un état d’apaisement qui en fait « la demeure de Dieu. »[18]

## Histoire récente de l'apatheia
- C’est chez Maître Eckhart (1260-1327), chef de file de la mystique rhénane (un courant spirituel qui naît sur les bords du Rhin à la fin du XIIIe siècle), que se trouve une notion proche de celle de l’apatheia, Abgeschiedenheit, "le détachement" : « L’homme qui se tient ainsi en tout détachement, se trouve tellement ravi dans l’éternité, que plus aucune chose éphémère ne saurait l’émouvoir, qu’il n’éprouve rien de ce qui est charnel, et on le dit mort au monde, car il n’a de goût pour rien de ce qui est terrestre… Ici, tu dois savoir que le juste détachement n’est rien d’autre, que le fait que l’esprit se tienne aussi immobile face à toutes les vicissitudes d’amour et de souffrance, d’honneur, de honte et d’outrage, qu’une montagne de plomb est immobile sous une brise légère. Ce détachement immobile amène l’homme à la plus grande égalité avec Dieu… Le détachement conduit l’homme à la pureté… »[19] Ce détachement apparaît donc comme très proche de l’apatheia - indifférence des stoïciens.

- Jean Tauler (1300-1361), à la suite d'Eckhart, mais plus moraliste et moins intellectualiste que lui, préconise dans ses Sermons un état de pureté de l’âme en tant que « vide » que Dieu remplira. Il s’agit de vider l’esprit de toute image créée, de façon à dégager ce que Tauler appelle le « fond » de l’âme, sorte de lieu où Dieu se rend présent à nous et où nous pouvons avoir accès à lui.

- Ignace de Loyola (1491-1556), dans ses Exercices Spirituels, exige que les retraitants et les religieux se dépouillent (en latin se exuere) de leur volonté propre et de toute affection désordonnée.

- Jean de la Croix (1542-1591), grand mystique du XVIe siècle, tout en les unissant, opère une distinction entre purification active, fait de l’homme, et purification passive, due à la seule grâce de Dieu. La purification de l’âme passe d’abord par une ascèse des facultés sensibles, la « nuit des sens qui dégage l’esprit de toutes sortes d’affections naturelles et le libère »[20]. La « nuit des sens » de Jean de la Croix se différencie de l’apatheia d’Évagre en ce qu’au lieu de combattre l’attirance pour un objet ou une créature, il s’agit de la dépasser et de la remplacer par celle, bien plus grande, envers Dieu.

- Chez François de Sales (1567-1622), fondateur de l’ordre de la Visitation au XVIIe siècle, se reconnaît un des aspects de l’apatheia dans la notion d’« indifférence », qui exclut toute recherche d’une satisfaction personnelle (à laquelle on est indifférent, comme dans l’apatheia), mais non tout amour ; elle suppose qu’on agit par amour de Dieu et du prochain[21].

- Le père Charles de Foucauld (1858-1916), qui avait pour vocation une consécration totale à Dieu, déclare : « Bienheureux ceux qui auront la pauvreté d’esprit ; qui non seulement rejettent les biens matériels, ce qui est le premier degré, mais montent bien plus haut et vident complètement leur âme de tout attachement, de tout goût, de tout désir, de toute recherche qui n’a pas (Dieu) pour but. »[22]

Aujourd’hui, les notions d’Hesychia et de Nepsis,  voisines de l’apatheia, sont d’actualité et seraient même empruntées par les courants New Age. Il existe cependant une certaine méfiance vis-à-vis du concept de « pureté » qui, compris comme l’abolition de tout désir, peut être décrié, comme contraire à l’épanouissement de la personne humaine cher à notre temps. Pourtant, dans le domaine de la psychothérapie ou de la psychanalyse, existent des notions susceptibles de se rapprocher de l’apatheia. Les méthodes qui évoquent la « catharsis », les psychothérapies de groupe, les psychodrames recherchent une purification de l’âme semblable à l'apatheia au sens moral ou psychologique, une libération de résidus affectifs, de « mémoires, de « passions » qui perturbent le jeu normal des structures inconscientes de la personnalité, qui l’empêchent de progresser, d’évoluer dans ses relations avec elle-même, par conséquent avec autrui et évidemment pour le croyant, avec son Dieu.